# مورتال کامبت در برابر دنیای دی‌سی
مورتال کامبت در برابر دنیای دی‌سی (به انگلیسی: Mortal Kombat vs. DC Universe) یک بازی ویدئویی مبارزه‌ای کراس‌اور میان جهان‌های مورتال کامبت و دنیای دی‌سی است که توسط میدوی گیمز توسعه یافته است. این بازی آخرین نسخه از فرنچایز مورتال کامبت بود که توسط شرکت میدوی گیمز ساخته شد، زیرا در سال ۲۰۰۹ ورشکسته شد و فرنچایز مورتال کامبت به سرگرمی تعاملی برادران وارنر فروخته شد. این بازی هشتمین نسخه در سری مورتال کامبت است، با این حال داستان آن به هفت بازی نخست یا هر بازی دیگری در سری ربطی ندارد. این بازی در ۱۶ نوامبر سال ۲۰۰۸ منتشر شد و شخصیت‌های آن از هر دو فرنچایز بودند. داستان آن به دست جیمی پالمیوتی و جاستین گری نوشته شد. دنباله این بازی، یک بازسازی از مورتال کامبت در ۲۰۱۱ و بی‌عدالتی: خدایان میان ما در سال ۲۰۱۳ بود.
داستان بازی پس از زمانی رخ می‌دهد که ریدن، خدای تندر و سوپرمن، پشتیبان متروپولیس، حمله‌هایی را از جهان‌هایشان دور می‌کنند. حمله به‌طور همزمان، باعث ادغام شدن شخصیت‌های شرور جهان‌های مورتال کامبت و دی‌سی، شائو کان و دارک‌ساید می‌شود و در نتیجه دارک کان به وجود می‌آید. وجود آمدن دارک کان باعث می‌شود که دو جهان در یکدیگر آمیخته و اگر روند ادغام پیش برود، باعث نابودی هردو می‌شود. نوسان قدرت شخصیت‌های هر دو جهان تغییر می‌کنند، یا قوی‌تر می‌شوند یا ضعیف‌تر.
مورتال کامبت در برابر دنیای دی‌سی با به‌کارگیری موتور آنریل انجین، ساخت اپیک گیمز ساخته شده است و برای سکوهای پلی‌استیشن ۳ و ایکس‌باکس ۳۶۰ منتشر شده است. این بازی نخستین بازی مورتال کامبت است که انحصاراً برای نسل هفتم کنسول‌های بازی ویدئویی ساخته شده است. بیشتر منتقدان پذیرفتند که مورتال کامبت در برابر دنیای دی‌سی سرگرم‌کننده بود و از مجوز به‌کارگیری شخصیت‌های دی‌سی به خوبی استفاده کرد. اما نبود ویژگی‌های بازکردنی در بازی و حرکات پایانی کم‌رنگ‌شده از لحاظ خشونت انتقاداتی در پی داشت.

## روند بازی
بازی یک حالت داستانی دارد، که آن را می‌توان از دو بخش بازی کرد؛ یکی از سوی جهان دی‌سی و دیگری جهان مورتال کامبت و هرکدام بخش‌های خود را دارند. با توجه به بخشی که بازیکنان انتخاب می‌کنند، شخصیت‌های آن جهان شخصیت‌های جهان دیگر را به عنوان مهاجم و بیگانه می‌بیند. در طول داستان، بازیکنان می‌توانند تمامی شخصیت‌ها را بازی کنند. مورتال کامبت در برابر دنیای دیسی همچنین یک حالت «چالش کمبو» دارد که در آن بازیکن باید ده کمبو اجرا کند که هر بار سخت‌تر می‌شود.

## شخصیت‌ها
| شخصیت‌های قابل بازی | شخصیت‌های قابل بازی                                                                                                  |
| --- | --- |
| مورتال کامبت - باراکا - دارک کان b - جکس - کینو - کیتانا - لیو کانگ - ریدن - اسکورپیون - شنگ سونگ - شائو کانa - سونیا بلید - ساب-زیرو | دنیای دی‌سی - بتمن - شزم - زن گربه‌ای - دارک‌سایدa - دث‌استروک - فلش - هال جردن - جوکر - لکس لوتر - سوپرمن - واندر وومن |
| ^ شخصیت بازکردنی ^ شخصیت باس | |